# Vuitena legislatura de les Illes Balears
La Vuitena legistatura de les Illes Balears fou la vuitena legislatura autonòmica de les Illes Balears i va abastar el període de 4 anys entre 2011 i 2015. La sessió constitutiva se celebrà el 7 de juny de 2011, en què Pere Rotger i Llabrés del Partit Popular fou elegit President del Parlament. El dia 15 de juny, José Ramón Bauzá Díaz del Partit Popular fou elegit President del Govern amb 35 vots a favor i 24 en contra.

## Eleccions
Sis formacions polítiques obtingueren representació al Parlament de les Illes Balears en la Vuitena Legislatura. 
| Candidatures | Candidatures                                                      | Vots    | % Vot | Escons |
| ------------ | ----------------------------------------------------------------- | ------- | ----- | ------ |
|              | Partit Popular (PP)                                               | 194.680 | 46,37 | 35     |
|              | Partit Socialista de les Illes Balears (PSIB-PSOE)                | 89.806  | 21,39 | 14     |
|              | Partit Socialista de Mallorca-IniciativaVerds-ENTESA (PSM-IV-ExM) | 36.149  | 8,61  | 4      |
|              | PSOE-Pacte per Eivissa (PSOE-PACTE)                               | 12.691  | 3,02  | 4      |
|              | Partit Socialista de Menorca (PSM-EN)                             | 3.719   | 0,89  | 1      |
|              | Gent per Formentera+PSOE (GxF+PSOE)                               | 1.904   | 0,45  | 1      |

## Govern
En aquesta legislatura el Govern de les Illes Balears fou un govern monocolor del Partit Popular de les Illes Balears encapçalat per José Ramón Bauzá ocupant el càrrec de President del Govern.